# Ward Bond
Ward Bond, född 9 april 1903 i Benkelman, Nebraska, död 5 november 1960 i Dallas, Texas, var en amerikansk skådespelare. Bond filmdebuterade 1929 och kom att medverka i över 270 filmer och tv-produktioner. Under 1930-talet gjorde han mest småroller, men under 1940-talet blev rollerna större. Ward Bond medverkade i ett stort antal westernfilmer, ofta tillsammans med John Wayne. Bond är med i Hall of Great Western Performers sedan 2001.

## Filmografi i urval
- 1939 – Borta med vinden
- 1939 – Landet bortom lagen
- 1939 – De gjorde mig till brottsling
- 1940 – Vägen till Santa Fé
- 1940 – Vredens druvor
- 1941 – Riddarfalken från Malta
- 1941 – Skogarnas dotter
- 1941 – Sergeant York
- 1942 – Gentleman Jim
- 1943 – Hjältar dö aldrig
- 1943 – Ung flicka lever farligt
- 1946 – Laglöst land
- 1946 – Livet är underbart
- 1948 – Fort Apache
- 1948 – Joan of Arc
- 1948 – Flykt genom öknen
- 1950 – Landet bortom prärien
- 1952 – Hans vilda fru
- 1955 – Nattpermission
- 1956 – Förföljaren
- 1957 – Hennes vilda man
- 1957–1961 – Vägen västerut (TV-serie) (Wagon Train)
- 1959 – Rio Bravo